# L'Estanyol (Portè)
L'Estanyol és un llac d'origen glacial dels Pirineus, del terme comunal de Portè, de l'Alta Cerdanya, a la Catalunya del Nord.
És a a la vall del Rec de l'Estanyol, al sud de la zona occidental del terme de Portè, al costat meridional de l'Estació d'esquí de Portè - Pimorent. A l'entorn de l'Estanyol hi ha una part d'aquesta estació.
Aquest estany és molt concorregut per les rutes excursionistes que recorren els Pirineus de la zona oriental d'Andorra i occidental de la Cerdanya.